# Phyllium sinense
Phyllium sinense är en insektsart som beskrevs av Liu, S.L. 1990. Phyllium sinense ingår i släktet Phyllium och familjen Phylliidae. Inga underarter finns listade i Catalogue of Life.